# Rodzinka od środka
Rodzinka od środka (ang. Stuck in the Middle) – komediowy serial Disney Channel wytwórni Disney Channel Original Series. W roli głównej występuje Jenna Ortega. Serial został stworzony przez Alison Brown i Linde Widetti. Produkcja rozpoczęła się pod 2015 roku, a premiera zaplanowana była na 14 lutego 2016 roku jako przedpremierowy pokaz. Oficjalna premiera serialu odbyła się 11 marca 2016 roku. Serial ten jest kręcony jedną kamerą w formacie filmu podobnie jak serial JONAS. Serial miał swoją premierę w Polsce 29 sierpnia 2016 roku na antenie Disney Channel.
15 czerwca 2016 został oficjalnie ogłoszony drugi sezon serialu, natomiast 22 sierpnia 2017 roku, trzeci. 30 marca 2018 roku zostało potwierdzone, że serial zakończy produkcję na trzech sezonach.

## Fabuła
Fabuła serialu skupia się na Harley Diaz, która jest środkowym dzieckiem w swojej rodzinie, składającej się z rodziców i siedmioro dzieci. Każdego dnia dziewczynka opisuje, jak radzi sobie z życiem w tak dużej rodzinie.

## Obsada

### Główna
- Jenna Ortega jako Harley Diaz
- Ronni Hawk jako Rachel Diaz (sezony 1-2)[5]
- Isaak Presley jako Ethan Diaz
- Ariana Greenblatt jako Daphne Diaz
- Nicolas Bechtel jako Lewie Diaz
- Malachi Barton jako Beast Diaz
- Kayla Maisonet jako Georgie Diaz
- Cerina Vincent jako Suzy Diaz
- Joe Nieves jako Tom Diaz

### Nawracająca
- Lauren Pritchard jako Bethany Peters
- Lulu Lambros jako Ellie Peters
- Brett Pierce jako Cuff

## Wersja polska
W wersji polskiej udział wzięli:
- Małgorzata Prochera – Harley Diaz
- Antonina Kozłowicz – Georgie Diaz
- Karol Wróblewski – Tom Diaz
- Agata Góral – Rachel Diaz
- Maciej Falana – Ethan Diaz
- Paulina Holtz – Suzy Diaz
- Antonina Krylik – Daphne Diaz
- Tymon Krylik – Bestia Diaz
- Jeremi Tabęcki – Louie Diaz

W pozostałych rolach:
- Izabela Dąbrowska – Bethany Peters
- Zuzanna Jaźwińska – 
  - Ellie Peters,
  - Chloe (odc. 41-42, 48)
- Maciej Kowalik – 
  - Cuff (odc. 1, 10, 12, 47),
  - Shane Coleman (odc. 51)
- Kamil Szklany – Bai Hsu (odc. 4, 38)
- Lila Wassermann – Sophie (odc. 9)
- Kamil Pruban – 
  - Einstein (odc. 9),
  - Oscar (odc. 54),
  - Scott Wayne (odc. 54)
- Katarzyna Skolimowska – pani Sullivan (odc. 11, 13)
- Wojciech Chorąży – Phil (odc. 15, 22)
- Aleksandra Domańska – Mischa (odc. 17)
- Artur Kaczmarski – Chester Torvilleton (odc. 18-19)
- Kamil Kula – pan Pillman (odc. 18-19, 49)
- Sara Lewandowska – Hannah Pillman (odc. 18-19, 49)
- Jakub Hojda – Malcolm (odc. 18-19)
- Mateusz Weber –
  - Leo, papuga (odc. 20),
  - Chet (odc. 21),
  - Wyatt (odc. 45)
- Michał Sitarski – pan Delorco (odc. 21, 46)
- Grzegorz Kwiecień –
  - fotograf (odc. 21),
  - pracownik wypożyczalni pojazdów (odc. 39)
- Łukasz Stawowczyk – Miles (odc. 21)
- Kinga Tabor – 
  - Fran (odc. 23),
  - pani McDoogan (odc. 40)
- Grzegorz Borowski – Wyatt (odc. 25-27)
- Bruno Skalski – Josh (odc. 27)
- Andrzej Blumenfeld – pan Kibbenshaw (odc. 29)
- Angelika Kurowska – Natalie (odc. 29)
- Aleksandra Grzelak – Kelly (odc. 29)
- Paweł Wiśniewski – 
  - Larry (odc. 29),
  - Duncan Gloverman (odc. 33)
- Krzysztof Cybiński – Troy Havana (odc. 30)
- Jacek Król –
  - spiker (odc. 30),
  - Śmieciarz Jack (odc. 33),
  - Biznesmen (odc. 54)
- Paulina Komenda – Traci (odc. 31)
- Maria Sobocińska – Laurie Hernandez (odc. 31, 38)
- Kamil Siegmund – Colt Bailey (odc. 36, 47)
- Ewa Serwa – babcia (odc. 39-40, 48)
- Maciej Więckowski – Buddy Burtz (odc. 40)
- Wojciech Żołądkowicz – Benny Burtz (odc. 40)
- Jakub Szydłowski – policjant (odc. 40)
- Dominika Łakomska – Jayden (odc. 41)
- Jan Rotowski – Aidan (odc. 42-45, 48, 50, 51, 54-55, 59)
- Artur Kozłowski – Hunter (odc. 43)
- Leszek Zduń – Eddie (odc. 46)
- Cezary Kwieciński – Rod (odc. 47)
- Mateusz Narloch – instruktor Greg (odc. 48)
- Maciej Kosmala – Kevin Casey (odc. 50)
- Aleksandra Radwan – Jo (odc. 50)
- Jakub Strach – Norman (odc. 52)
- Szymon Roszak – Chaz (odc. 57)
- Anna Apostolakis-Gluzińska – Ruby (odc. 57)
- Amelia Natkaniec
- Leszek Filipowicz
- Robert Jarociński
- Tomasz Błasiak
- Agnieszka Zwolińska
- Bartosz Martyna
- Magdalena Herman-Urbańska
- Janusz Wituch
- Joanna Borer
- Aleksander Sosiński
- Przemysław Wyszyński
- Łukasz Węgrzynowski
- Kacper Cybiński
- Bożena Furczyk
- Klaudia Kuchtyk

i inni
Reżyseria: 
- Agnieszka Zwolińska (odc. 1-48, 51-53, 59),
- Joanna Węgrzynowska-Cybińska (odc. 49-50, 54-58)

Dialogi: Kamila Klimas-Przybysz

Dźwięk: Łukasz Fober

Wersja polska: SDI Media Polska
Lektor: Artur Kaczmarski

## Odcinki
| Seria | Seria | Odcinki | Oryginalna emisja | Oryginalna emisja    | Oryginalna emisja | Oryginalna emisja |
| Seria | Seria | Odcinki | Premiera serii    | Finał serii          | Premiera serii    | Finał serii       |
| ----- | ----- | ------- | ----------------- | -------------------- | ----------------- | ----------------- |
|       | 1     | 17      | 14 lutego 2016    | 22 lipca 2016        | 29 sierpnia 2016  | 12 listopada 2016 |
|       | 2     | 21      | 3 lutego 2017     | 27 października 2017 | 26 czerwca 2017   | 24 lutego 2018    |
|       | 3     | 21      | 8 grudnia 2017    | 23 lipca 2018        | 25 czerwca 2018   | 16 listopada 2018 |

### Sezon 1 (2016)
| Nr | Tytuł                            | Tytuł polski                              | Reżyseria     | Scenariusz                              | Premiera         | Premiera w Polsce    | Kod |
| -- | -------------------------------- | ----------------------------------------- | ------------- | --------------------------------------- | ---------------- | -------------------- | --- |
| 1  | Pilot                            | Początek                                  | Jon Rosenbaum | Alison Brown & Linda Videtti Figueiredo | 14 lutego 2016   | 29 sierpnia 2016     | 101 |
| 2  | Stuck in the Middle Seat         | Rodzinka od Terenu                        | Jon Rosenbaum | Erika Kaestle & Patrick McCarthy        | 11 marca 2016    | 30 sierpnia 2016     | 102 |
| 3  | Stuck at the Movies              | Rodzinka w kinie                          | David Kendall | Denise Moss                             | 18 marca 2016    | 1 września 2016      | 103 |
| 4  | Stuck on the Guy on a Couch      | Rodzinka od faceta na kanapie             | Jon Rosenbaum | David McHugh & Matt Flanagan            | 25 marca 2016    | 31 sierpnia 2016     | 104 |
| 5  | Stuck in the Block Party         | Rodzinka od imprezy                       | David Kendall | Allan Rice                              | 1 kwietnia 2016  | 2 września 2016      | 105 |
| 6  | Stuck in the Slushinator         | Rodzinka od graninatora                   | Jon Rosenbaum | Lance Whinery                           | 8 kwietnia 2016  | 5 września 2016      | 106 |
| 7  | Stuck in the Mother's Day Gift   | Rodzinka od prezentu na Dzień Matki       | Jon Rosenbaum | Linda Videtti Figueiredo                | 29 kwietnia 2016 | 6 września 2016      | 107 |
| 8  | Stuck in Harley's Comet          | Rodzinka od Komety Harley'a               | Paul Hoen     | Denise Moss                             | 13 maja 2016     | 7 września 2016      | 108 |
| 9  | Stuck with Mom's New Friend      | Rodzinka od nowej przyjaciółki mamy matki | Jon Rosenbaum | Linda Videtti Figueiredo                | 20 maja 2016     | 8 września 2016      | 110 |
| 10 | Stuck with My Sister's Boyfriend | Rodzinka od chłopaka siostry              | Jon Rosenbaum | David McHugh & Matt Flanagan            | 3 czerwca 2016   | 9 września 2016      | 111 |
| 11 | Stuck with a Winner              | Rodzinka od zwycięzcy                     | Linda Mendoza | Jess Pineda                             | 10 czerwca 2016  | 1 października 2016  | 112 |
| 12 | Stuck with No Rules              | Rodzinka bez zasad                        | Paul Hoen     | Erika Kaestle & Patrick McCarthy        | 17 czerwca 2016  | 8 października 2016  | 109 |
| 13 | Stuck in the Harley Car          | Rodzinka od Harleyowozu                   | Jon Rosenbaum | Allan Rice                              | 18 lipca 2016    | 15 października 2016 | 114 |
| 14 | Stuck in Lockdown                | Rodzinka od kary                          | Linda Mendoza | Julia Ahumada Grob & Bryan Larrivee     | 19 lipca 2016    | 22 października 2016 | 113 |
| 15 | Stuck without a Ride             | Rodzinka bez jazdy                        | Jon Rosenbaum | Lance Whinery                           | 20 lipca 2016    | 5 listopada 2016     | 115 |
| 16 | Stuck in the Quinceañera         | Rodzinka od Quinceañery                   | Erika Kaestle | Erika Kaestle & Patrick McCarthy        | 21 lipca 2016    | 6 listopada 2016     | 116 |
| 17 | Stuck in the Diaz of Our Lives   | Rodzinka od ich życia                     | Erika Kaestle | Linda Videtti Figueiredo                | 22 lipca 2016    | 12 listopada 2016    | 117 |

### Sezon 2 (2017)
| Nr    | Tytuł                              | Tytuł polski                            | Reżyseria           | Scenariusz                        | Premiera             | Premiera w Polsce    | Kod     |
| ----- | ---------------------------------- | --------------------------------------- | ------------------- | --------------------------------- | -------------------- | -------------------- | ------- |
| 18-19 | Stuck in the Waterpark – The Movie | Rodzinka od Parku Wodnego               | David Kendall       | Linda Videtti Figueiredo          | 3 lutego 2017        | 26 czerwca 2017      | 201-202 |
| 20    | Stuck in a Commercial              | Rodzinka od Reklamy                     | Joe Menendez        | Erika Kaestle Patrick McCarthy    | 10 lutego 2017       | 27 czerwca 2017      | 203     |
| 21    | Stuck in the School Photo          | Rodzinka od Szkolnych zdjęć             | Mike Mariano        | David McHugh Matt Flanagan        | 17 lutego 2017       | 28 czerwca 2017      | 204     |
| 22    | Stuck in a Slushy War              | Rodzinka od Wojny na Granitory          | David Kendall       | Denise Moss                       | 24 lutego 2017       | 29 czerwca 2017      | 205     |
| 23    | Stuck in a Garage Sale             | Rodzinka od wyprzedaży garażowej        | Eric Dean Seaton    | Allan Rice                        | 3 marca 2017         | 30 czerwca 2017      | 207     |
| 24    | Stuck in the Diaz Easter           | Rodzinka od Wielkanocy                  | Joe Menendez        | Lance Whinery                     | 7 kwietnia 2017      | 3 lipca 2017         | 206     |
| 25    | Stuck in the Beast-Day Party       | Rodzinka od imprezy urodzinowej Beast'a | Mike Mariano        | Erika Kaestle Patrick McCarthy    | 14 kwietnia 2017     | 4 lipca 2017         | 208     |
| 26    | Stuck without Devices              | Rodzinka bez pomysłowości               | David Kendall       | David McHugh Matt Flanagan        | 21 kwietnia 2017     | 5 lipca 2017         | 210     |
| 27    | Stuck with a Boy Genius            | Rodzinka od geniusza                    | Victor Nelli        | Denise Moss                       | 28 kwietnia 2017     | 6 lipca 2017         | 211     |
| 28    | Stuck with a Bad Influence         | Rodzinka ze złymi wpływami              | Jon Rosenbaum       | Allan Rice                        | 2 czerwca 2017       | 7 lipca 2017         | 212     |
| 29    | Stuck in a Good Deed               | Rodzinka od dobrego uczynku             | Melissa Kosar       | Denise Moss                       | 9 czerwca 2017       | 16 października 2017 | 216     |
| 30    | Stuck Dancing with My Dad          | Rodzinka od tańczenia z moim ojcem      | Carlos Gonzalez     | Erika Kaestle i Patrick McCarthy  | 16 czerwca 2017      | 17 października 2017 | 215     |
| 31    | Stuck in a Gold Medal Performance  | Rodzinka od złoto-medalowego występu    | David Kendall       | Lance Whinery                     | 23 czerwca 2017      | 18 października 2017 | 209     |
| 32    | Stuck in a New Room                | Rodzinka od Nowego Pokoju               | David Kendall       | Linda Videtti Figueiredo          | 15 września 2017     | 19 października 2017 | 220     |
| 33    | Stuck with a Dangerous House       | Rodzinka z Niebezpiecznym Domem         | David Kendall       | Linda Videtti Figueiredo          | 22 września 2017     | 20 października 2017 | 214     |
| 34    | Stuck with a New Friend            | Rodzinka z Nowym Znajomym               | Erika Kaestle       | Erika Kaestle & Patrick McCarthy  | 29 września 2017     | 23 października 2017 | 219     |
| 35    | Stuck with a Merry Scary           | Rodzinka od wesołego straszenia         | David Kendall       | Linda Videtti Figueiredo          | 6 października 2017  | 24 października 2017 | 221     |
| 36    | Stuck with a Hook, Line and Sinker | -                                       | Julian Petrillo     | Jessica Charles i Miguel Ian Raya | 13 października 2017 | 10 lutego 2018       | 217     |
| 37    | Stuck in the Babysitting Nightmare | -                                       | David Kendall       | David McHugh i Matt Flanagan      | 20 października 2017 | 17 lutego 2018       | 218     |
| 38    | Stuck in the Diaz Awards           | -                                       | Leslie Kolins Small | Bryan Larrivee                    | 27 października 2017 | 24 lutego 2018       | 213     |

### Sezon 3 (2017-18)
| Nr    | Tytuł                          | Tytuł polski     | Reżyseria           | Scenariusz                       | Premiera         | Premiera w Polsce                                       | Kod     |
| ----- | ------------------------------ | ---------------- | ------------------- | -------------------------------- | ---------------- | ------------------------------------------------------- | ------- |
| 39-40 | Stuck at Christmas – The Movie | Święta od środka | David Kendall       | Linda Videtti Figueiredo         | 8 grudnia 2017   | 15 listopada 2018 (część 1) 16 listopada 2018 (część 2) | 301-302 |
| 41    | Stuck with Rachel's Secret     | -                | Jon Rosenbaum       | Erika Kaestle i Patrick McCarthy | 19 stycznia 2018 | 25 czerwca 2018                                         | 303     |
| 42    | Stuck with a Diaz Down         | -                | Mike Mariano        | David McHugh i Matt Flanagan     | 26 stycznia 2018 | 25 czerwca 2018                                         | 304     |
| 43    | Stuck in Camp Chaos            | -                | Eric Dean Seaton    | Lance Whinery                    | 2 lutego 2018    | 26 czerwca 2018                                         | 305     |
| 44    | Stuck with Harley's Bethany    | -                | David Kendall       | Allan Rice                       | 9 lutego 2018    | 27 czerwca 2018                                         | 306     |
| 45    | Stuck in a Nice Relationship   | -                | Carlos González     | David Baldy                      | 9 marca 2018     | 28 czerwca 2018                                         | 307     |
| 46    | Stuck with Horrible Helpers    | -                | David Kendall       | Erika Kaestle i Patrick McCarthy | 16 marca 2018    | 29 czerwca 2018                                         | 308     |
| 47    | Stuck in a Mysterious Robbery  | -                | Leslie Kolins Small | David McHugh i Matt Flanagan     | 23 marca 2018    | 2 lipca 2018                                            | 309     |
| 48    | Stuck in a Besties Battle      | -                | Jon Rosenbaum       | Lance Whinery                    | 30 marca 2018    | 3 lipca 2018                                            | 310     |
| 49    | Stuck in Spring Break          | -                | Jon Rosenbaum       | David Baldy                      | 6 kwietnia 2018  | 4 lipca 2018                                            | 316     |
| 50    | Stuck with a New Squad         | -                | Mike Mariano        | Allan Rice                       | 13 kwietnia 2018 | 5 lipca 2018                                            | 311     |
| 51    | Stuck with a Non-Diaz          | -                | David Kendall       | Erica Kaestle i Patrick McCarthy | 26 czerwca 2018  | 6 lipca 2018                                            | 312     |
| 52    | Stuck in the Dark              | -                | Jon Rosenbaum       | David McHugh i Matthew Flanaghan | 28 czerwca 2018  | 5 listopada 2018                                        | 313     |
| 53    | Stuck with No Escape           | -                | Mike Mariano        | Jessica Charles                  | 3 lipca 2018     | 6 listopada 2018                                        | 315     |
| 54    | Stuck Wrestling Feelings       | -                | Aprill Winney       | Bryan Larrivee                   | 5 lipca 2018     | 7 listopada 2018                                        | 317     |
| 55    | Stuck Without the Perfect Gift | -                | Mike Mariano        | Erica Kaestle i Patrick McCarthy | 10 lipca 2018    | 8 listopada 2018                                        | 318     |
| 56    | Stuck in Diaz Cout             | -                | Julian Petrillo     | Linda Videtti Figueiredo         | 12 lipca 2018    | 9 listopada 2018                                        | 319     |
| 57    | Stuck in Dad's Birthday        | -                | Leslie Kolins Small | David McHugh i Matt Flanagan     | 17 lipca 2018    | 12 listopada 2018                                       | 320     |
| 58    | Stuck in a Fake Out            | -                | Erika Kaestle       | Linda Videtti Figueiredo         | 19 lipca 2018    | 13 listopada 2018                                       | 321     |
| 59    | Stuck in Harley's Quinceañera  | -                | David Kendall       | Linda Videtti Figueiredo         | 23 lipca 2018    | 14 listopada 2018                                       | 314     |